# نامزدشده (فیلم ۱۹۲۳)
نامزدشده (انگلیسی: The Betrothed) فیلمی ایتالیایی در ژانر درام تاریخی است که در سال ۱۹۲۳ منتشر شد.